# Věra Macků
Věra Macků (19. září 1929, Třebíč – 2002) byla česká operetní herečka a zpěvačka.

## Biografie
Věra Macků se narodila v roce 1929 v Třebíči, mezi lety 1945 a 1953 vystudovala Pražskou konzervatoř a následně v roce 1953 nastoupila do Hudebního divadla Karlín. Jako první roli ztvárnila Denisu v operetě Mam'zelle Nitouche pod režií Oldřicha Nového v roce 1954, následně si zahrála Isabelu v operetě Skandál v Lisabonu a posléze například Lucy v Žebrácké opeře. V roce 1966 poprvé hrála ve filmu, zahrála si ve filmu Karla Zemana Ukradená vzducholoď, následně pak hrála v několika dalších televizních filmech. Mezi lety 1971 a 1974 působila jako pedagožka na Pražské konzervatoři. V karlínském divadle hrála až do roku 1990, kdy alternovala roli Juno v opeře Orfeus v podsvětí. V roce 1999 obdržela ocenění Senior Prix Nadace Život umělce.

## Dílo

### Divadlo
- Zavinil to Ferkl (Maryna), Divadlo hlavního města Prahy, 1953, režie: Karel Konstantin
- Mamzelle Nitouche (Denisa), Divadlo hlavního města Prahy, 1953, režie: Oldřich Nový
- Tisíc a jedna noc (Lejla), Divadlo hlavního města Prahy, 1954, režie: Ota Motyčka
- Polská krev (Helena), Státní divadlo v Karlíně Praha, 1955, režie: Oldřich Nový
- Giroflé – Girofla (Paquita), Státní divadlo v Karlíně Praha, 1955, režie: Karel Berman
- Žebravý student (Bronislava), Státní divadlo v Karlíně Praha, 1955, režie: František Paul
- Orfeus v podsvětí (Kupido), Státní divadlo v Karlíně Praha, 1955, režie: Oldřich Nový
- Po druhé na světě (Katuška), Státní divadlo v Karlíně Praha, 1956, režie: Oldřich Nový
- Bratránek z Batávie (Hanička), Státní divadlo v Karlíně Praha, 1957, režie: Karel Konstantin
- Bílý akát (Toňa), Státní divadlo v Karlíně Praha, 1957, režie: Oldřich Nový
- Skandál v Lisabonu (Isabela Vargaz), Státní divadlo v Karlíně Praha, 1958, režie: Karel Konstantin
- Čardášová princezna (Komtesa Stázi), Státní divadlo v Karlíně Praha, 1958, režie: František Paul
- Když je v Římě neděle (Giovanna Ciarettiová), Státní divadlo v Karlíně Praha, 1958, režie: Karel Konstantin
- Bandité (Fiorella), Státní divadlo v Karlíně Praha, 1959, režie: Václav Tomšovský
- Milenci a meziměstská (Hanka), Státní divadlo v Karlíně Praha, 1959, režie: František Paul
- Vlak do Ráje (Klára Hrdinová), Státní divadlo v Karlíně Praha, 1959, režie: Jiří Roll
- Moskva – Střemšinky (Vava), Státní divadlo v Karlíně Praha, 1959, režie: Vladimír Kandelaki
- Počestné paní pardubické (Živná), Státní divadlo v Karlíně Praha, 1960, režie: František Paul
- Ples v opeře (Hortensie), Státní divadlo v Karlíně Praha, 1960, režie: František Paul
- Tabákový kapitán (Ljuba), Státní divadlo v Karlíně Praha, 1960, režie: Hanuš Thein
- Pánská volenka (Olinka), Státní divadlo v Karlíně Praha, 1961, režie: Rudolf Vedral
- Slavnost v Harlemu (Květa), Hudební divadlo v Karlíně Praha, 1961, režie: František Paul
- Gondoliéři (Giulia; Tessa), Hudební divadlo v Karlíně Praha, 1962, režie: Leo Spáčil, Milan Macků
- Fra Diavolo (Pamela), Hudební divadlo v Karlíně Praha, 1962, režie: František Paul
- Žebrácká opera (Lucy), Hudební divadlo v Karlíně Praha, 1963, režie: Rudolf Vedral
- Šestá žena Modrovousova (Bulotka), Hudební divadlo v Karlíně a Nuslích Praha, 1963, režie: Václav Hudeček
- Slaměný klobouk (Klára), Hudební divadlo v Karlíně a Nuslích Praha, 1963, režie: Rudolf Vedral
- Rugantino, dítě Říma (Rosetta), Hudební divadlo v Karlíně a Nuslích Praha, 1964, režie: Leo Spáčil, Rudolf Fleischer
- Rose Marie (Jane), Hudební divadlo v Karlíně a Nuslích Praha, 1964, režie: Oldřich Nový, Jindřich Janda
- My Fair Lady (Eliza Doolittleová), Hudební divadlo v Karlíně a Nuslích Praha, 1964, režie: Rudolf Vedral, Leo Spáčil
- Veselá vdova (Hana Glawariová), Hudební divadlo v Karlíně a Nuslích Praha, 1965, režie: Bedřich Kramosil
- Kankán (La Mome Pistache), Hudební divadlo v Karlíně a Nuslích Praha, 1966, režie: Otto Haas
- Krajkový šátek (Daniela du Verde Danieux), Hudební divadlo v Karlíně a Nuslích Praha, 1966, režie: Jiří Fiedler
- Tři mušketýři (Královna), Hudební divadlo v Karlíně a Nuslích Praha, 1967, režie: Rudolf Vedral, Leo Spáčil
- Hraběnka Marica (Hraběnka Marica), Hudební divadlo v Karlíně a Nuslích Praha, 1967, režie: Karel Smažík
- Krásný podzim aneb (Marianna), Hudební divadlo v Karlíně a Nuslích Praha, 1968, režie: František Paul
- Polská krev (Helena), Hudební divadlo v Karlíně a Nuslích Praha, 1968, režie: Stanislav Regal
- Dům u tří děvčátek (neznámá role), Hudební divadlo v Karlíně a Nuslích Praha, 1968, režie: Rudolf Vedral
- Kouzlo valčíku (Helena, dcera), Hudební divadlo v Karlíně a Nuslích Praha, 1969, režie: Otto Haas
- Šach jeho veličenstvu (Kateřina Parrová, jeho žena), Hudební divadlo v Karlíně a Nuslích Praha, 1970, režie: Rudolf Vedral
- Cikánský baron (Žofka, cikánské děvče), Hudební divadlo v Karlíně a Nuslích Praha, 1971, režie: František Paul
- Orfeus v podsvětí (Diana), Hudební divadlo v Karlíně a Nuslích Praha, 1971, režie: Rudolf Vedral, Leo Spáčil
- Slovácká princezna (Eva Balašová), Hudební divadlo v Karlíně a Nuslích Praha, 1971, režie: František Paul
- Král tuláků (Hugetta), Hudební divadlo v Karlíně a Nuslích Praha, 1972, režie: Jindřich Janda
- Giuditta (Giuditta), Hudební divadlo v Karlíně a Nuslích Praha, 1973, režie: František Paul
- Španělská vyzvědačka (Nina Maria), Hudební divadlo v Karlíně a Nuslích Praha, 1973, režie: Jindřich Janda
- Netopýr (Rosalinda), Hudební divadlo v Karlíně a Nuslích Praha, 1973, režie: Jiří Nesvadba
- Hudbou k srdcím (neznámá role), Hudební divadlo v Karlíně a Nuslích Praha, 1973, režie: Vojtěch Trapl
- Polská krev (Wanda), Hudební divadlo v Karlíně a Nuslích Praha, 1974, režie: Jindřich Janda
- Veselá vdova (Hana Glawari), Hudební divadlo v Karlíně a Nuslích Praha, 1974, režie: Jiří Nesvadba
- Bílý oficír (Hraběnka Susan), Hudební divadlo v Karlíně a Nuslích Praha, 1975, režie: Jindřich Janda
- Ptáčník (Kněžna Marie), Hudební divadlo v Karlíně a Nuslích Praha, 1976, režie: Fritz Steiner
- Žebravý student (Palmatica, hraběnka Nowalská), Hudební divadlo v Karlíně a Nuslích Praha, 1977, režie: Stanislav Regal
- Robin Hood (Brenda), Hudební divadlo v Karlíně a Nuslích Praha, 1978, režie: Karel Pokorný
- Netopýr (Rosalinda), Hudební divadlo v Karlíně a Nuslích Praha, 1979, režie: Miloš Zavřel
- Casanova (Markýza), Hudební divadlo Karlín Praha, 1979, režie: Miroslav Vildman
- Čardášová princezna (Marie-Luisa, jeho žena), Hudební divadlo Karlín Praha, 1980
- Dům u tří děvčátek (Tschöllová), Hudební divadlo Karlín Praha, 1980, režie: Miloš Zavřel
- Když je v Římě neděle (Augusta Panicettiová), Hudební divadlo Karlín Praha, 1981, režie: Mojmír Weimann
- Mlynářka z Granady (Hostinská), Hudební divadlo Karlín Praha, 1981, režie: Bedřich Kramosil
- Ples v opeře (Palmira), Hudební divadlo Karlín Praha, 1982, režie: Mojmír Weimann
- Jedenáctý v řadě (Baronka Waldenová), Hudební divadlo Karlín Praha, 1982, režie: Mojmír Weimann
- Zvonokosy (Paní Mrňouchová), Hudební divadlo Karlín Praha, 1983, režie: Richard Mihula
- Země úsměvů (Paní Hardeggová), Hudební divadlo Karlín Praha, 1983, režie: Mojmír Weimann
- Pohádka mého života (Její komorná), Hudební divadlo Karlín Praha, 1983, režie: Vladimír Kavčiak
- Vinobraní (Stella Jagoda), Hudební divadlo Karlín Praha, 1984, režie: Inge Švandová-Koutecká
- Mam'zelle Nitouche (Představená kláštera), Hudební divadlo Karlín Praha, 1985, režie: Evžen Sokolovský st.
- Vévodkyně z Gerolsteinu (Charlotta, dvorní dáma), Hudební divadlo Karlín Praha, 1986, režie: Karel Berman
- Veselá vdova (Praskovja, jeho žena), Hudební divadlo Karlín Praha, 1987, režie: Evžen Sokolovský st.
- Polská krev (Jadwiga), Hudební divadlo Karlín Praha, 1987, režie: Jindřich Janda
- Krásná Galathea (Dosia), Hudební divadlo Karlín Praha, 1989, režie: František Kordula
- Orfeus v podsvětí (Juno), Hudební divadlo Karlín Praha, 1990, režie: Josef Koníček